# Congresso do Partido Comunista da União Soviética

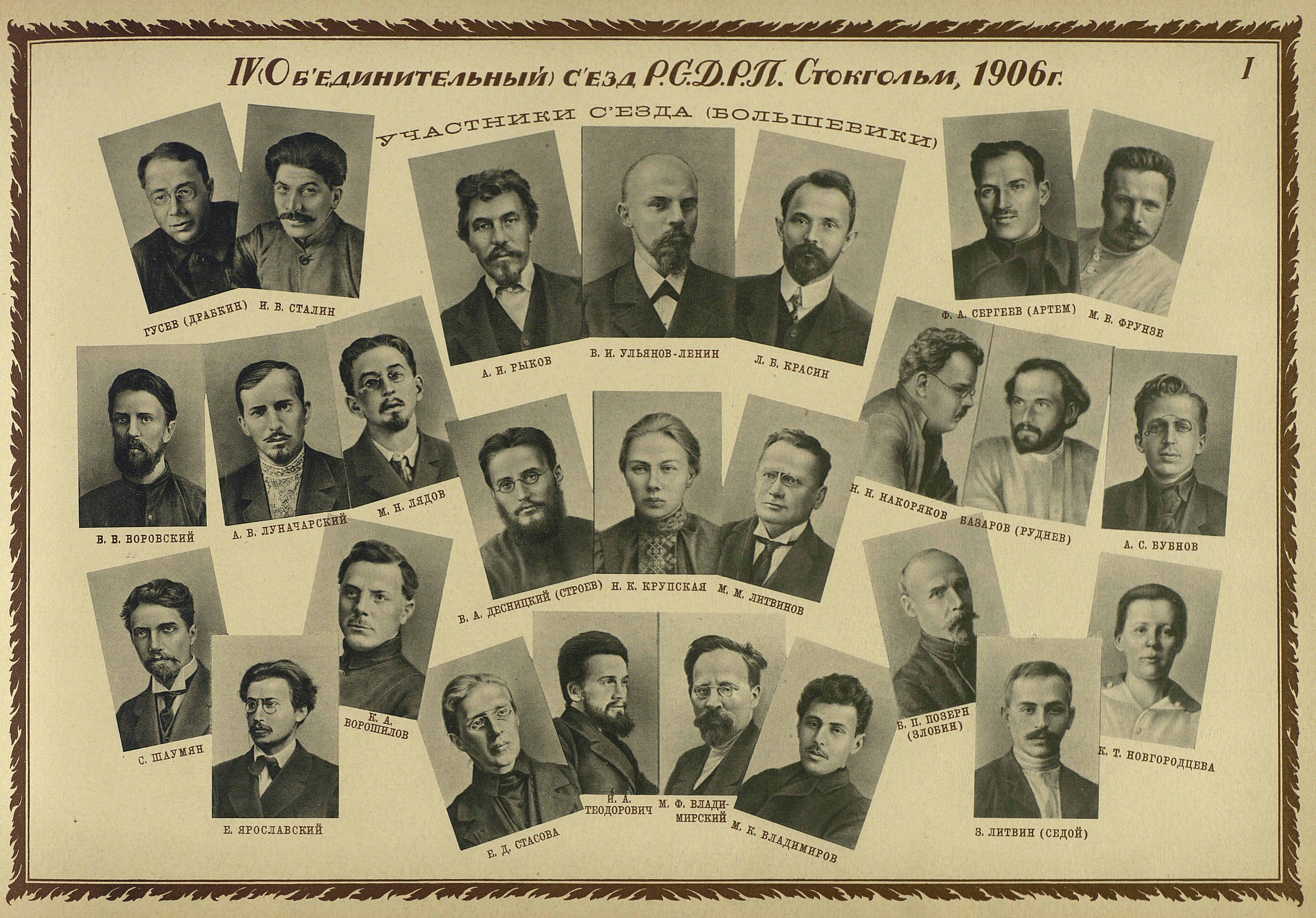
Membros do Congresso do Partido Comunista da União Soviética

O Congresso do Partido Comunista da União Soviética era a reunião dos delegados do PCUS e constituia o principal órgão do Partido. A frequência das reuniões variou com o tempo, mas depois da morte de Iosif Stalin as reuniões passaram a organizar-se com uma regularidade aproximada de cinco anos. 
Na teoria, o Congresso era a máxima instância partidária, onde eram decididos as linhas políticas e o programa político. Durante o período intercongressual, o partido era dirigido pelo Comité Central, que na prática era dirigido pelo Politburo e pelo Secretário Geral do Partido.
| Congresso                             | Data                                                  | Acontecimento |
| ------------------------------------- | ----------------------------------------------------- | --- |
| I Congresso                           | 1 ao 3 de março de 1898 Minsk                         | Fundação do Partido Operário Social-Democrata Russo (POSDR).                                                                         |
| II Congresso                          | 17 de julho - 10 de agosto de 1903 Bruxelas e Londres | O POSD divide-se em duas fações: bolcheviques e mencheviques. Aprova-se o primeiro programa do Partido.                              |
| III Congresso                         | 12 a 27 de abril de 1905 Londres                      | Unicamente se reune o grupo bolchevique.                                                                                             |
| IV Congresso                          | 10 ao 25 de abril de 1906 Estocolmo                   | Bolcheviques e mencheviques reunificam-se no mesmo partido, mas as fações continuam existindo no interior do POSDR.                  |
| V Congresso                           | 30 de abril a 19 de maio de 1907 Londres              | Bolcheviques consolidam-se como linha maioritária                                                                                    |
| VI Congresso                          | 26 de julho a 3 de agosto de 1917 Petrogrado          | Congresso semi-legal. Os bolcheviques rompem definitivamente com os mencheviques e advoga-se por uma revolução netamente socialista. |
| VII Congresso                         | 6 ao 8 de março de 1918 Moscovo                       | O POSDR converte-se oficialmente no Partido Comunista Russo (PCR)                                                                    |
| VIII Congresso                        | 18 a 23 de março de 1919 Moscovo                      | O Congresso adopta o segundo programa do Partido                                                                                     |
| IX Congresso                          | 29 de março a 5 de abril de 1920 Moscovo              | |
| X Congresso                           | 8 a 16 de março de 1921 Moscovo                       | Fações internas banidas numa resolução secreta                                                                                       |
| XI Congresso                          | 27 de março a 2 de abril de 1922 Moscovo              | |
| XII Congresso                         | 17 a 25 de abril de 1923 Moscovo                      | |
| XIII Congresso                        | 23 a 31 de maio de 1924 Moscovo                       | Primeiro congresso desde a morte de Lenin                                                                                            |
| XIV Congresso                         | 18 a 31 de dezembro de 1925 Moscovo                   | O PCR converte-se no Partido Comunista Unificado (PCU)                                                                               |
| XV Congresso                          | 2 a 19 de dezembro de 1927 Moscovo                    | O poder de Stalin consolida-se e os trotskistas são expulsos.                                                                        |
| XVI Congresso                         | 26 de junho a 13 de julho de 1930 Moscovo             | |
| XVII Congresso (Congresso dos Viktor) | 26 de janeiro a 10 de fevereiro de 1934 Moscovo       | Kirov é eleito para o Politburo. Stalin é o líder menos votado.                                                                      |
| XVIII Congresso                       | 10 a 21 de março de 1939 Moscovo                      | Primeiro congresso após o Grande Expurgo                                                                                             |
| XIX Congresso                         | 5 a 14 de outubro de 1952 Moscovo                     | O Partido torna-se no Partido Comunista a União Soviética (PCUS)                                                                     |
| XX Congresso                          | 14 a 25 de fevereiro de 1956 Moscovo                  | Nikita Khrushchev denuncia a praxe de Stalin no Discurso secreto                                                                     |
| XXI Congresso                         | 27 de janeiro a 5 de fevereiro de 1959 Moscovo        | Khrushchev consolida o seu poder. Decide-se o início da campanha anti-religiosa                                                      |
| XXII Congresso                        | 17 a 31 de outubro de 1961 Moscovo                    | Aprova-se o Terceiro programa do Partido                                                                                             |
| XXIII Congresso                       | 29 de março a 8 de abril de 1966 Moscovo              | Primeiro congresso de Leonid Brezhnev como Secretário Geral                                                                          |
| XXIV Congresso                        | 30 de março a 9 de abril de 1971 Moscovo              | |
| XXV Congresso                         | 24 de fevereiro a 5 de março de 1976 Moscovo          | |
| XXVI Congresso                        | 23 de fevereiro a 3 de março de 1981 Moscovo          | Último congresso de Brezhnev |
| XXVII Congresso                       | 25 de fevereiro a 6 de março de 1986 Moscovo          | Mikhail Gorbatchev preside. É revisado o Quarto programa do Partido.                                                                 |
| XXVIII Congresso                      | 2 a 13 de julho de 1990 Moscovo                       | Novos estatutos do Partido formalizam o fim do monopólio do poder.                                                                   |

## Outros artigos
- Orgburo
- Partido Comunista da União Soviética
- Soviete Supremo da URSS
- Politburo
- Secretariado do Comité Central do PCUS
- Secretário Geral do Comité Central do Partido Comunista da URSS